# Zoogloea ramigera
Zoogloea ramigera ist eine Bakterienart aus der Gattung Zoogloea. Sie wird im Deutschen auch als Bäumchenbakterium bezeichnet. Zoogloea ramigera ist ein typisches Bakterium in Abwasser und anderen stark mit organischen Stoffen belasteten Gewässern.

## Merkmale
Zoogloea ramigera ist schleimbildend. Sie produzieren gelatineartiger, exozellulärer Polysaccharide. Die Art wächst in Form von Bäumchen oder Geweihen. Diese werden bis 1,5 Millimeter hoch. Einzelne Bakterien sind ungefähr 1 Mikrometer groß, stäbchenförmig und von gallertigem, durchscheinendem Schleim umgeben. Die Zellen bilden Flocken, an welche sich Pilze, Protozoen und andere Bakterien anheften.

## Technische Bedeutung
Die Polysaccharide sind wasserunlöslich, weniger dicht als das Abwasser und wasserspeichernd. Wenn die Polysaccharide Luftblasen und Gase einschließen, kann es zur Schaumbildung kommen. Durch den geringen Dichteunterschied setzen sich die Flocken im Nachklärbecken einer Kläranlage schlecht ab. Massenwachstum dieser Spezies ist daher in Kläranlagen unerwünscht.

## Belege
- Heinz Streble, Dieter Krauter: Das Leben im Wassertropfen. Mikroflora und Mikrofauna des Süßwassers. Ein Bestimmungsbuch. Franckh-Kosmos Verlag, Stuttgart 2008, ISBN 978-3-440-11966-2.
- Michael H. Gerardi: Settleability Problems and Loss of Solids in the Activated Sludge Process John Wiley & Sons, Hoboken, New Jersey 2002, ISBN 0-471-20694-6